# David Karlsson (lottatore)
Karl David Karlsson (Edsbro, 25 marzo 1881 – Stoccolma, 17 dicembre 1946) è stato un lottatore svedese, specializzato nella lotta greco-romana.

## Biografia
Originario di Edsbro, fu tesserato per la Djurgårdens Idrottsförening, polisportiva dell'isola di Djurgården a Stoccolma. 
Rappresentò la Svezia ai Giochi olimpici estivi di Stoccolma 1912, dove fu eliminato al secondo turno del torneo dei pesi massimi, dopo essere stato schienato dai finlandesi Yrjö Saarela e Uuno Pelander.